# Trapper John
Trapper John (Trapper John, M.D.) è una serie televisiva prodotta negli Stati Uniti d'America dalla 20th Century Fox Television dal 1979 al 1986, ideata da H. Richard Hornberger e nata come spin-off del film M*A*S*H  e del telefilm che porta lo stesso nome.
Protagonista della serie è Pernell Roberts, nel ruolo di "Trapper" (già personaggio in M.A.S.H., sia nel film che nel telefilm, dov'era interpretato da altri attori). Nel cast anche Gregory Harrison e Charles Siebert.
Della serie furono prodotte 7 stagioni, per un totale di 151 episodi.

Negli Stati Uniti d'America la serie andò in onda dal 23 settembre 1979 al 4 settembre 1986 sull'emittente televisiva CBS; in Italia fu trasmessa da Rai 1 e da Canale 5.

## Trama
La serie è ambientata al "San Francisco Memorial Hospital": protagonista è il Dott. John McIntyre detto "Trapper" (Pernell Roberts), che aveva lavorato nel Mobile Army Surgical Hospital (M.A.S.H.) durante la guerra di Corea. Attorno a lui ruotano gli altri personaggi, tra cui un giovane medico, Alonzo "Gonzo" Gates (Gregory Harrison), reduce dall'esperienza nella guerra del Vietnam.

## Episodi
| Stagione         | Episodi | Prima TV USA | Prima TV Italia |
| ---------------- | ------- | ------------ | --------------- |
| Prima stagione   | 22      | 1979-1980    |                 |
| Seconda stagione | 18      | 1980-1981    |                 |
| Terza stagione   | 25      | 1981-1982    |                 |
| Quarta stagione  | 22      | 1982-1983    |                 |
| Quinta stagione  | 22      | 1983-1984    |                 |
| Sesta stagione   | 23      | 1984-1985    |                 |
| Settima stagione | 19      | 1985-1986    |                 |

## Location
- La serie ha avuto come location la città di San Francisco[2]

## Guest star
Attori ospiti della serie:
- Christa Linder